# Бизельський замок
46°02′22″ пн. ш. 15°41′39″ сх. д. / 46.0394° пн. ш. 15.6942° сх. д.
Бизельський замок або Замок Бизельсько або Град Бизельсько (словен. grad Bizeljsko; grad Orešje, нім. Schloss Wisell) — замок в Бизельській Васі, селі в общині Брежице, у південно-східній Словенії. Складається з житлової частини, що утворює центр комплексу і включає барочну каплицю, а також зовнішню частину, що служила дла оборони.
Замок вперше згадується в письмових джерелах в 1404 році. Він належав родинам Таттенбахів і Віндішграців, серед інших. Найдавніші частини нинішньої видимої споруди датуються XIV-м століттям, замок був перебудований і поступово розширений протягом століть.
Захищений як культурна пам'ятка національного значення.

## Галерея

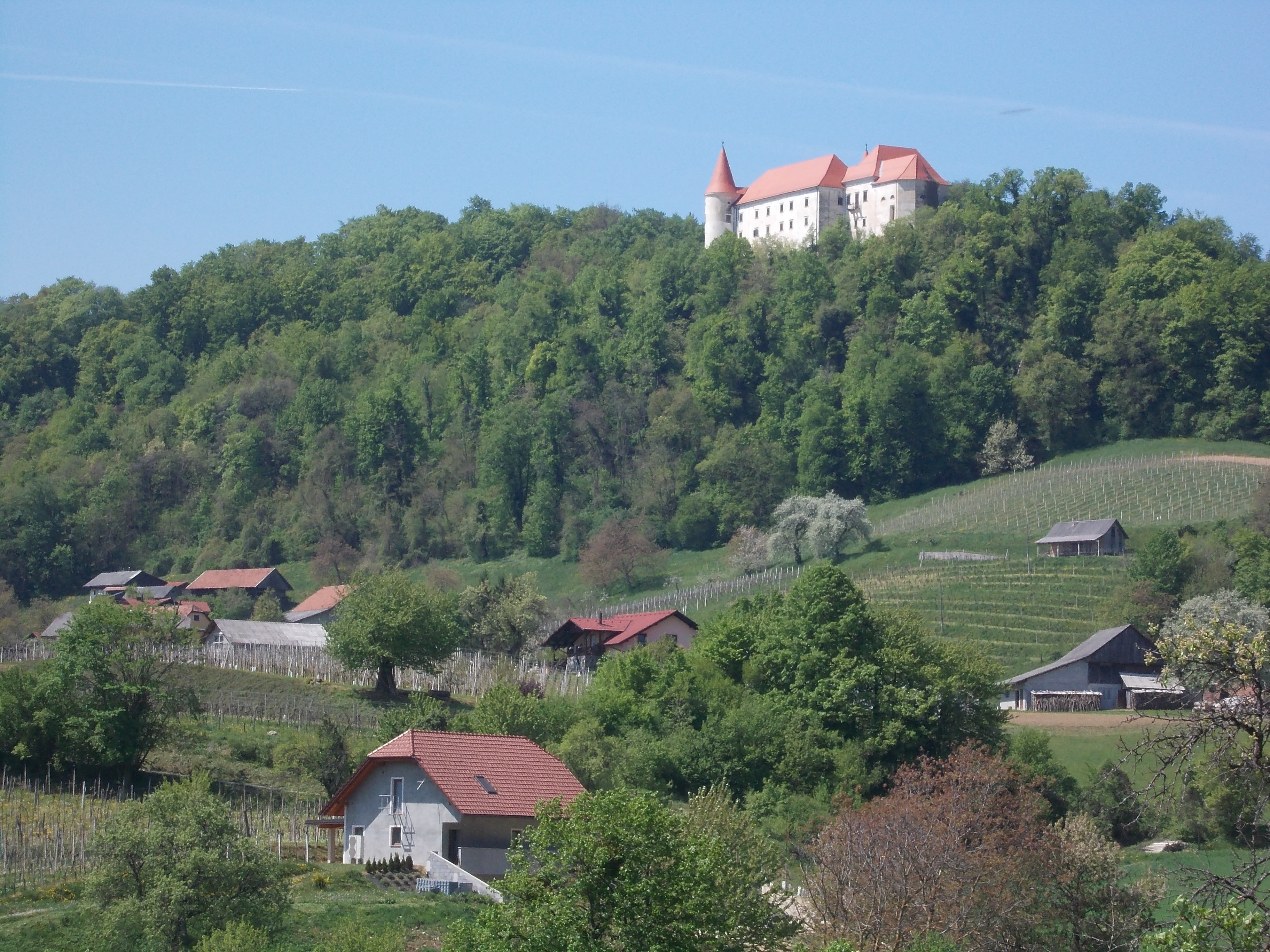
Вид здалеку
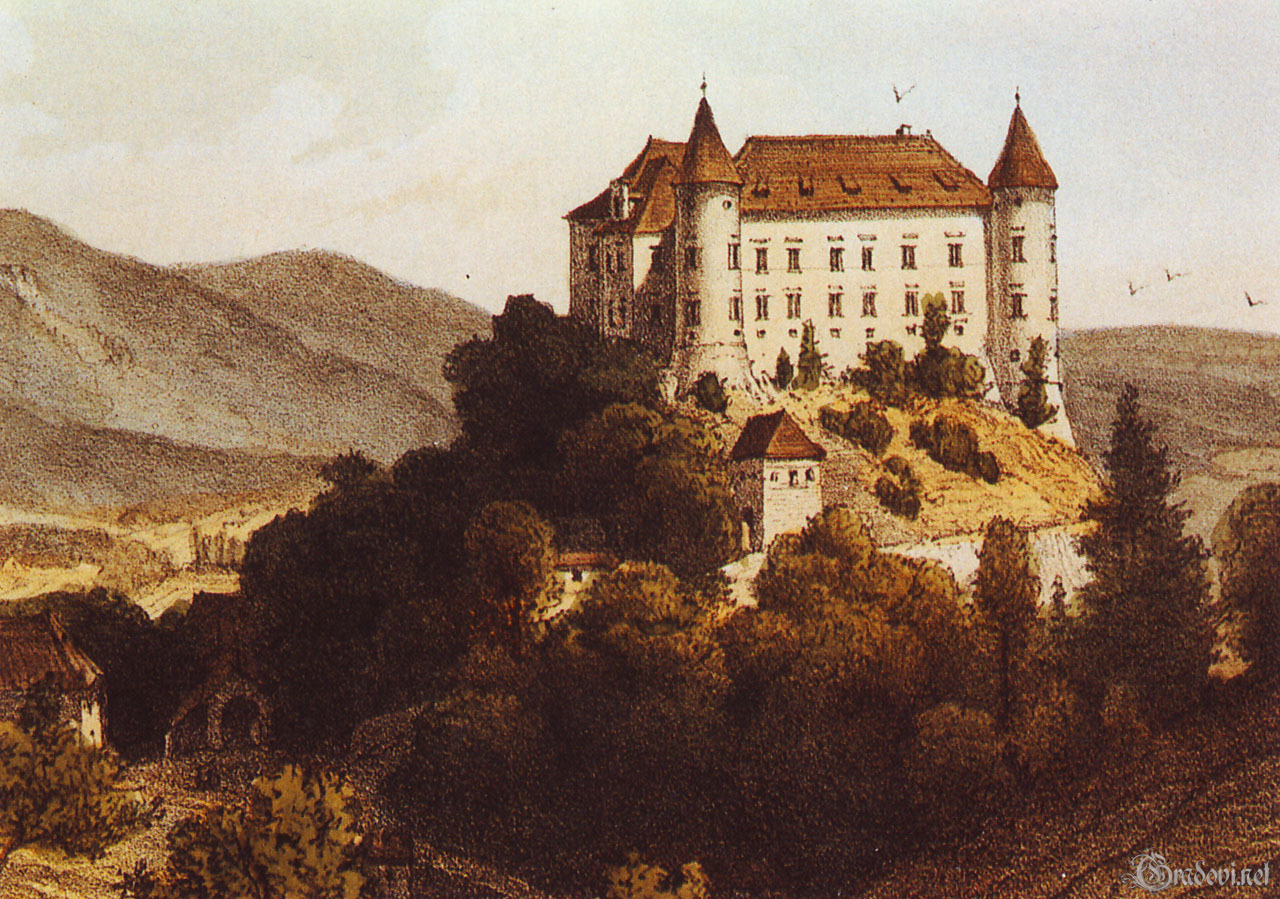
Історичне зображення (1864)